# Eleccions legislatives romaneses de 1990
Les eleccions legislatives romaneses de 1990 se celebraren el 20 de maig de 1990, i foren les primeres després de la caiguda del règim comunista després de la revolució romanesa de 1989. Per primer cop des de 1946 s'elegia democràticament els 396 membres de la Cambra de Diputats i els 119 membres del Senat de Romania. El vencedor absolut fou el FSN i el seu cap Petre Roman fou nomenat primer ministre de Romania.
Resultats de les eleccions de 20 de maig de 1990 per a renovar la Cambra de Diputats i el Senat de Romania
|                                         | Front de Salvació Nacional (Frontul Salvarii Nationale) | 9.089.659  | 263 | 66,31%  | 9.353.006  | 91  | 67,02%  |
|                                         | Unió Democràtica dels Hongaresos de Romania (Uniunea Democrată Maghiară din România)                                                                                                 | 991.601    | 29  | 7,23%   | 1.004.353  | 12  | 7,2%    |
|                                         | Partit Nacional Liberal (Partidul Naţional Liberal) | 879.290    | 29  | 6,41%   | 985.094    | 10  | 7,06%   |
|                                         | Moviment Ecologista de Romania (Miscarea Ecologista din Romania ) | 358.854    | 12  | 2,62%   | 348.867    | 1   | 2,5%    |
|                                         | Partit Nacional Democristià Agrari (Partidul Naţional Ţărănesc Creştin Democrat) | 351.357    | 12  | 2,56%   | 341.478    | 1   | 2,45%   |
|                                         | Aliança per la Unitat Romanesa (Alianţa pentru Unitatea Romanilor) - Partit d'Unitat Nacional Romanesa (Partidul Unităţii Naţionale Române) - Partit republicà (Partidul Republican) | 290.875    | 9   | 2,12%   | 300.473    | 2   | 2,15%   |
|                                         | Partit Demòcrata Agrari de Romania (Partidul Democrat Agrar din Romania) | 250.403    | 9   | 1,83%   | 221.790    | --  | 1,59%   |
|                                         | Partit Ecologista de Romania (Partidul Ecologist Roman) | 232.212    | 8   | 1,69%   | 192.574    | 1   | 1,38%   |
|                                         | Partit Socialista Democràtic (Partidul Socialist Democratic Roman) | 143.393    | 5   | 1,05%   | 152.989    | --  | 1,1%    |
|                                         | Partit Socialdemòcrata Romanès (Partidul Social Democrat Roman) | 73.014     | 2   | 0,53%   | 69.762     | --  | 0,5%    |
|                                         | Grup Democràtic de Centre (Grupul Democrat de Centru) | 65.914     | 2   | 0,48%   | 65.440     | --  | 0,47%   |
|                                         | Partit Democràtic del Treball (Partidul Democrat al Muncii) | 52.595     | 1   | 0,38%   | 44.360     | --  | 0,32%   |
|                                         | Partit del Canvi Lliure (Partidul Liber Schimbist) | 47.017     | 1   | 0,34%   | 46.247     | --  | 0,37%   |
|                                         | Partit per la Reconstrucció Nacional de Romania (Partidul Reconstructiei Nationale din Romania)                                                                                      | 43.808     | 1   | 0,32%   | 52.465     | --  | 0,38%   |
|                                         | Partit dels Joves Demòcrates de Romania (Partidul Tineretului Liber Democrat din Romania)                                                                                            | 43.188     | 1   | 0,34%   | 32.506     | --  | 0,23%   |
|                                         | Fòrum Democràtic dels Alemanys de Romania (Forumul Democrat al Germanilor din România)                                                                                               | 38.768     | 1   | 0,32%   | 19.105     | --  | 0,14%   |
|                                         | Unió Liberal Bratianu (Unionea Liberala Bratianu) | 36.869     | 1   | 0,28%   | 35.943     | --  | 0,25%   |
|                                         | Unió Democràtica dels Roma de Romania (Uniunea Democrata a Romilor din Romania) | 29.162     | 1   | 0,21%   | 19.847     | --  | 0,14%   |
|                                         | Minories ètniques |            | 8   |         | —          | —   | —       |
| Total vots vàlids (participació 86,19%) | Total vots vàlids (participació 86,19%) | 13.707.159 | 396 | 100,00% | 13.956.180 | 119 | 100,00% |
| Font: Biroul Electoral Central          | |            |     |         |            |     |         |